# Макдоннелл, Меган
Ме́ган Макдо́ннелл (англ. Megan McDonnell; род. 5 января 1998, Калифорния, США) — американский сценарист, наиболее известный своей работой над проектами медиафраншизы «Кинематографическая вселенная Marvel» (КВМ), а именно над сериалом «Ванда/Вижн» (2021) и фильмом «Капитан Марвел 2» (2023).

## Образование
Макдоннелл — выпускница Гарвардского университета, где она была членом клуба Hasty Pudding Club.

## Карьера
Макдоннелл начала свою карьеру в качестве сорежиссёра и исполнительного продюсера короткометражного фильма «Meet Cute» (2016). Затем она стала известна после того, как написала два эпизода сериала «Ванда/Вижн» (2021), события которого происходят в медиафраншизе «Кинематографическая вселенная Marvel» (КВМ), и транслируемого на стриминговом сервисе Disney+. В январе 2020 года она была назначена сценаристом для написания сценария к фильму «Капитан Марвел 2» (2023). В августе 2022 года стало известно, что она напишет сценарий для сериала «Агата: Ковен хаоса» (2024), также транслируемого на стриминговом сервисе Disney+.

## Фильмография
| Год  | Название           | Режиссёр | Сценарист | Продюсер | Другое | Комментарии                                                                |
| ---- | ------------------ | -------- | --------- | -------- | ------ | -------------------------------------------------------------------------- |
| 2015 | The Perceivers     | Нет      | Нет       | Нет      | Да     | Короткометражный фильм (помощник производства)                             |
| 2016 | Meet Cute          | Да       | Нет       | Да       | Нет    | Короткометражный фильм (сорежиссер и исполнительный продюсер)              |
| 2021 | Ванда/Вижн         | Нет      | Да        | Нет      | Нет    | Эпизоды: «Now in Color» и «We Interrupt This Program»                      |
| 2023 | Капитан Марвел 2   | Нет      | Да        | Нет      | Нет    | Постпродакшн; Соавтор сценария с Ниа Дакоста, Элиссой Карасик и Зеб Уэллс. |
| 2024 | Агата: Ковен хаоса | Нет      | Да        | Нет      | Нет    | Постпродакшн                                                               |
| TBA  | Тёмная материя     | Нет      | Да        | Нет      | Нет    | Сценарист 3 эпизодов                                                       |
| TBA  | Квест Вижна        | Нет      | Да        | Нет      | Нет    | В разработке                                                               |

## Комментарии
1. ↑  Эпизоды «Now in Color» и «We Interrupt This Program».